# Scuola Grande di Santa Maria della Misericordia

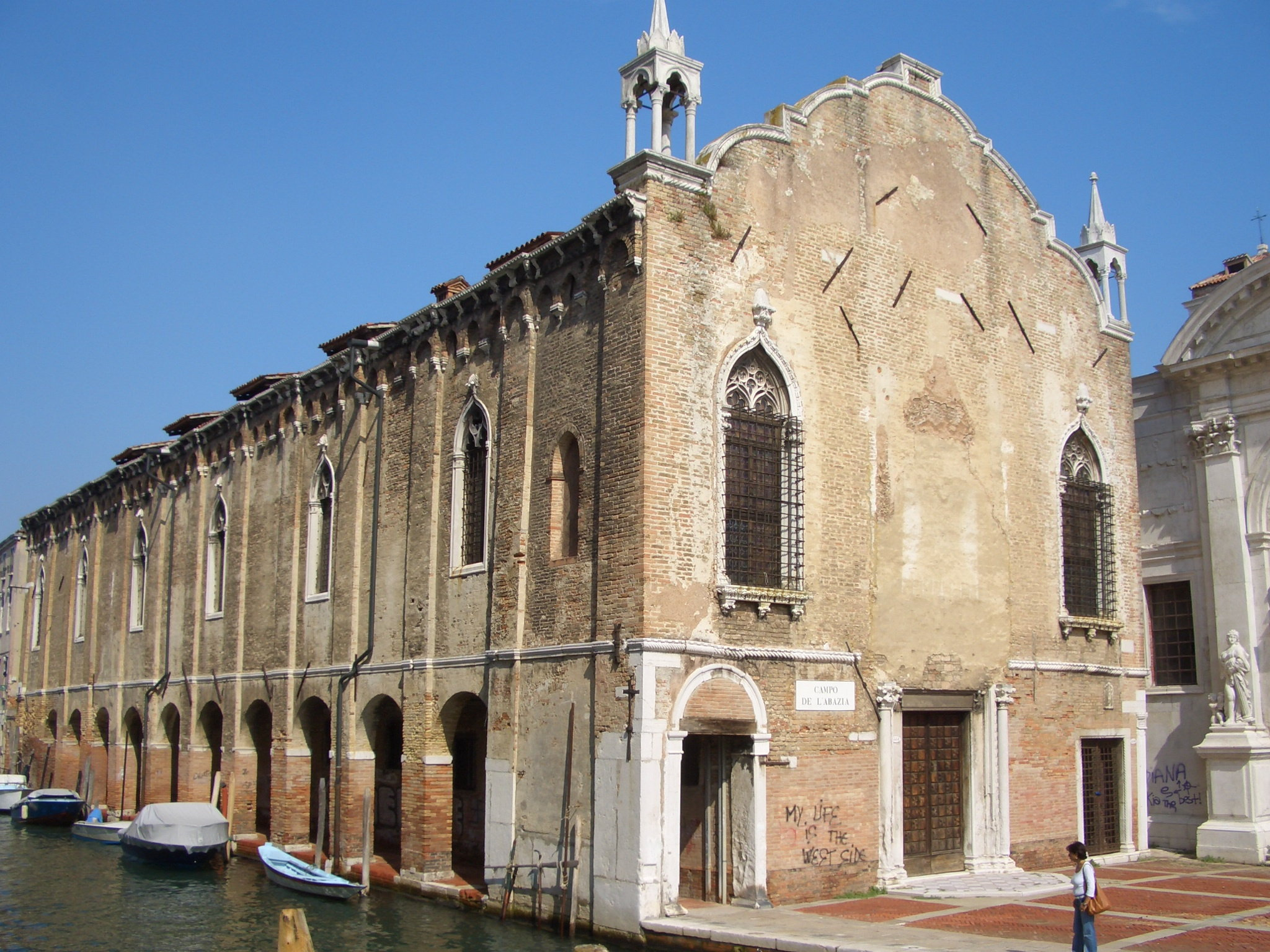
Venedig, Scuola Vecchia di Santa Maria della Misericordia

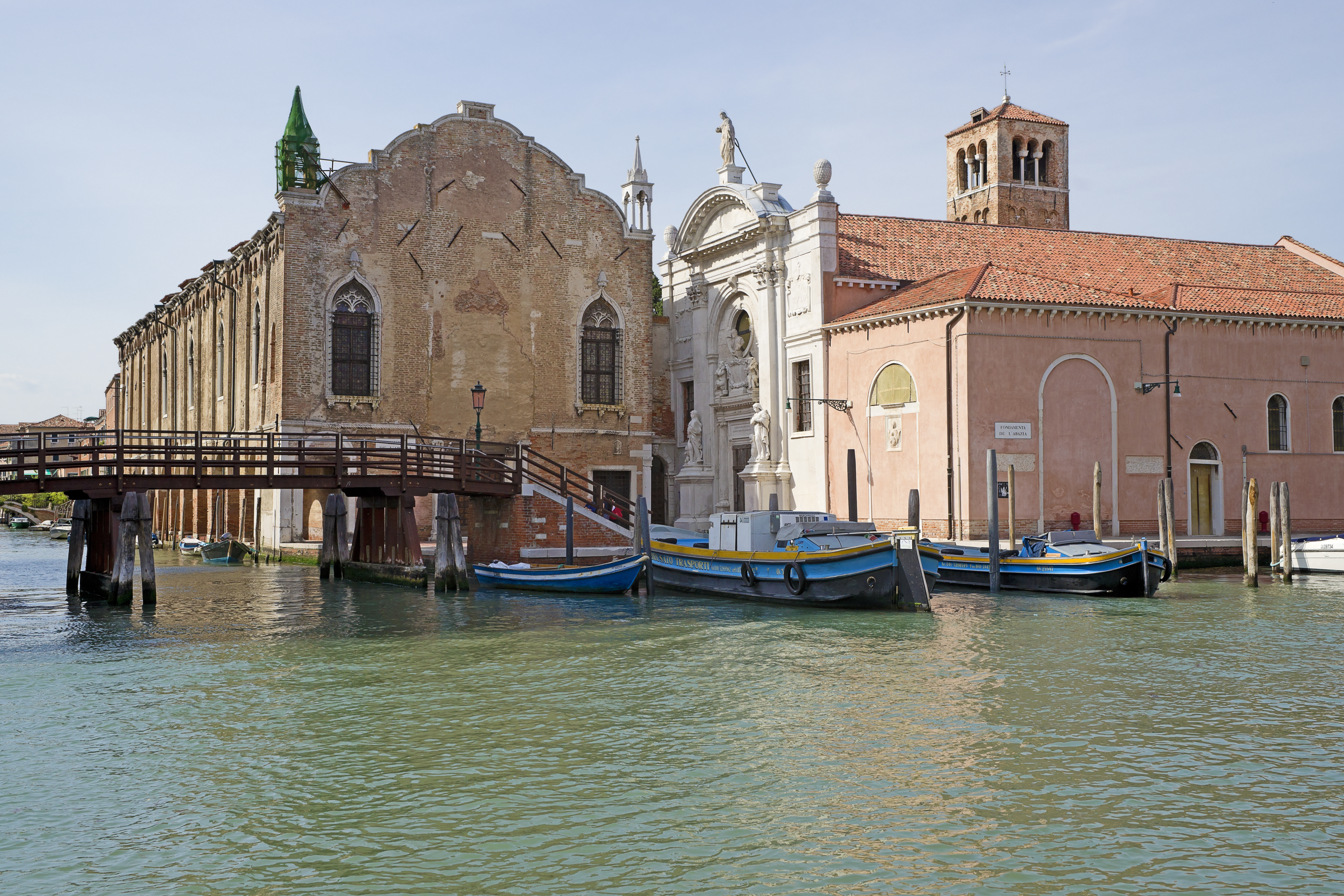
Kirche der Abbazia della Misericordia und Scuola Grande di Santa Maria della Misericordia

Die Scuola Grande di Santa Maria della Misericordia oder Alte Schule der Barmherzigkeit ist ein ehemaliges Gebäude der „Barmherzigkeit“ in Venedig, im Sestiere Cannaregio. Es befindet sich in der Nähe des nördlichen Stadtrandes, an der Kreuzung des Rio della Sensa und der Einmündung des Rio di Noale und des Rio di San Felice. Die dazugehörige Scuola war von 1308 bis 1806 tätig.

## Geschichte
Der Aufschwung der Bruderschaft der Barmherzigkeit begann in den 1380er Jahren mit dem Bau eines Hospizes und erreichte 1411 seinen Höhepunkt, als an der Rückseite der Scuola ein Hotel gebaut und eine Brücke errichtet wurde, die den Campo de l’Abazia mit der Fondamenta della Misericordia verbindet. Die Beauftragung von Bartolomeo Bon mit der Ausschmückung der Fassade im Jahr 1441 zeugt von der wachsenden Bedeutung der Scuola; von der prächtigen Steinlünette mit der von den Brüdern verehrten Madonna der Barmherzigkeit sind heute nur noch die beiden kleinen Engel, die den Türsturz des Portals halten, und die beblätterten Kapitelle erhalten, während der Rest des Kunstwerks 1612 abgebaut und später in das Victoria and Albert Museum in London gebracht wurde.
Sie wurde 1310 errichtet und in der Folge mehrfach erweitert; in Venedig war eine Scuola der Sitz einer karitativen/religiösen Einrichtung. Zu Beginn des 16. Jahrhunderts wurde die alte Kirche mit der nahe gelegenen Franziskanerabtei zusammengelegt und der alte Versammlungssaal wurde vermietet. Der Bau einer neuen Scuola, der Scuola Nuova della Misericordia, wurde 1507 auf der anderen Seite des Rio della Sensa begonnen. 25 Jahre später war dies jedoch nur ein Fundament, und neue Entwürfe von Jacopo Sansovino vervollständigten den zweistöckigen Backsteinbau. Dieses wurde nie mit Marmor oder Stein verkleidet und 1634 an die Gilde der Seidenweber verkauft. Die Scuola Nuova wurde kürzlich restauriert.